# Jim Parrack
Jim Parrack é um ator norte-americano mais conhecido por seu papel como "Hoyt Fortenberry" na série da HBO, True Blood.

## Carreira
Parrack fez aparições em várias séries de televisão, incluindo Monk, ER, Standoff, CSI: Crime Scene Investigation, Grey's Anatomy, Close to Home, NCIS, Raines, Criminal Minds e Supernatural.

## Filmografia

### Cinema
| Ano  | Título                                             | Papel       |
| ---- | -------------------------------------------------- | ----------- |
| 2006 | Annapolis                                          | AJ          |
| 2007 | Finishing the Game: The Search for a New Bruce Lee | Jerry       |
| 2011 | Battle: Los Angeles                                |             |
| 2016 | Esquadrão Suicida                                  | Jonny Frost |
| 2017 | Trouble                                            | Curt        |
| 2018 | Lost Child                                         | Mike Rivers |

### Televisão

#### Séries
| Ano         | Título                                          | Papel              | Notas                       |
| ----------- | ----------------------------------------------- | ------------------ | --------------------------- |
| 2006        | Monk                                            | Roger Zisk         | 1 episódio                  |
| 2006        | ER                                              | Phil               | 1 episódio                  |
| 2006        | Standoff                                        | Sam Ellis          | 1 episódio                  |
| 2006        | CSI: Crime Scene Investigation                  | Sgt. Jack Day      | 1 episódio                  |
| 2006        | Grey's Anatomy                                  | Ted Carr           | 1 episódio                  |
| 2006        | Close to Home                                   | Joe Nelson         | 1 episódio                  |
| 2007        | Navy NCIS: Naval Criminal Investigative Service | Nick Hurley        | 1 episódio                  |
| 2007        | Raines                                          | Xerife Mark Jessup | 1 episódio                  |
| 2007        | Criminal Minds                                  | Paul               | 1 episódio                  |
| 2008 – 2014 | True Blood                                      | Hoyt Fortenberry   | 66 episódios                |
| 2009        | Supernatural                                    | Nick Munroe        | 4.ª temporada, 14 episódios |
| 2012        | Alcatraz                                        | Guy Hastings       | 1 episódio                  |
| 2014        | Resurrection                                    | Padre James        | 2.ª temporada, 9 episódios  |
| 2020–2025   | 9-1-1: Lone Star                                | Judd Ryder         | Elenco regular              |

## Prêmios e indicações
| Ano  | Resultado | Premiação                  | Categoria                                   | Título     |
| ---- | --------- | -------------------------- | ------------------------------------------- | ---------- |
| 2009 | Venceu    | Satellite Awards           | Melhor Elenco em televisão                  | True Blood |
| 2010 | Indicado  | Screen Actors Guild Awards | Performance Marcante de Elenco em televisão | True Blood |